# Cordobulgida bruchi
Cordobulgida bruchi är en spindeldjursart som beskrevs av Cândido Firmino de Mello-Leitão 1938. 
Cordobulgida bruchi ingår i släktet Cordobulgida och familjen Mummuciidae. Inga underarter finns listade i Catalogue of Life.